# Ioannis Mitropoulos
Ioannis Mitropoulos (Athene, 1874 - onbekend) was een Grieks turner.

## Belangrijkste resultaten
Mitropoulos won tijdens de eerste modernde Olympische Zomerspelen in zijn geboortestad de gouden medaille aan de ringen.

### Olympische Zomerspelen
| Jaar | Plaats | Resultaten |
| ---- | ------ | ---------- |
| 1896 | Athene | ringen     |